# كيني بانكس
كيني بانكس (بالإنجليزية: Kenny Banks)‏ (19 أكتوبر 1923 في المملكة المتحدة - 1994) هو لاعب كرة قدم بريطاني (وحمل سابقاً جنسية المملكة المتحدة لبريطانيا العظمى وأيرلندا) في مركز نصف الجناح. لعب مع نادي ساوثبورت وويغان أتلتيك.